# نظام المساحة العالمي 1984

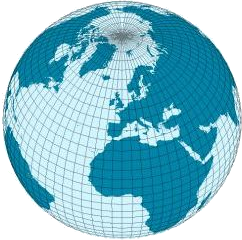

نظام المساحة العالمي 1984 أو النظام الجيوديسي العالمي 1984 (WGS84) (بالإنجليزية: World Geodetic System)‏، هو معيار يستخدم في رسم الخرائط، والجيوديسيا، والملاحة بما في ذلك نظام التموضع العالمي (GPS) وأنظمة التموضع في الفضاء.
يتم تعريف المسند والتي تحتفظ بها وكالة الاستخبارات القومية الجيو- فضائية الولايات المتحدة الأمريكية (NGA). 
لأغراض الأكثر عملية هو تتزامن البيانات الجيوديسية WGS84 مع NZGD2000 وRSRGD2000 المساند الجيوديسية. ولذلك تنسق في هذه الأنظمة يمكن عادة يفترض أن تكون تتزامن.

## المتغيرات الرئيسية
الأصل المتساوي لنظام المساحة العالمي 84 يقع في مركز ثقل الأرض؛ بنسبة خطأ تقدر بأقل من 2 سنتمتر.
المرجع العالمي لخطوط الطول هو دائرة خطوط الطول لخط الطول صفر في نظام المساحة العالمي 84 . 5.31 جزء من القوس أو 102.5 (336.3 قدم) شرق خط غرينتش وعلى خط عرض المرصد الملكي.